# John Stamos
John Phillip Stamos (/ˈsteɪmoʊs/ STAY-mohss, sinh ngày 19 tháng 8 năm 1963) là một nam diễn viên, nhà sản xuất phim, ca sĩ, nhạc sĩ người Mỹ.

## Danh sách phim

### Điện ảnh
| Năm  | Tên                        | Vai                              | Ghi chú       |
| ---- | -------------------------- | -------------------------------- | ------------- |
| 1986 | Never Too Young to Die     | Lance Stargrove                  |               |
| 1991 | Born to Ride               | Cpl. Grady Westfall              |               |
| 2000 | Dropping Out               | Ronny                            |               |
| 2001 | My Best Friend's Wife      | Steve Richards                   |               |
| 2003 | Party Monster              | MC chương trình                  |               |
| 2004 | I Am Stamos                | Chính mình                       | Phim ngắn     |
| 2004 | Knots                      | Cal Scoppa                       |               |
| 2006 | Farce of the Penguins      | "What's global warming?" penguin | Lồng tiếng    |
| 2010 | Father of Invention        | Steven Leslie                    |               |
| 2014 | My Man Is a Loser          | Mike                             |               |
| 2014 | They Came Together         | Assistant Engineer               | Vai khách mời |
| 2016 | My Big Fat Greek Wedding 2 | George                           |               |

## Giải thưởng và đề cử
| Năm  | Giải thưởng            | Hạng mục                                       | Đối tượng đề cử  | Kết quảe  |
| ---- | ---------------------- | ---------------------------------------------- | ---------------- | --------- |
| 1982 | Soapy Awards           | Most Exciting New Actor                        | General Hospital | Đoạt giải |
| 1983 | Daytime Emmy Awards    | Outstanding Supporting Actor in a Drama Series | General Hospital | Đề cử     |
| 1983 | Young Artist Awards    | Outstanding Supporting Actor in a Drama Series | General Hospital | Đề cử     |
| 1984 | Young Artist Awards    | Outstanding Supporting Actor in a Drama Series | General Hospital | Đoạt giải |
| 1985 | Young Artist Awards    | Best Young Actor in a Television Comedy Series | Dreams           | Đề cử     |
| 2016 | People's Choice Awards | Favorite Actor in a New TV Series              | Grandfathered    | Đoạt giải |